# أناويل نغاميسينغو
أناويل نغاميسينغو (مواليد 3 فبراير 1996) هو ملاكم من جمهورية الكونغو، مثّل بلاده في الألعاب الأولمبية الصيفية 2016.

## روابط خارجية
أناويل نغاميسينغو على موقع بوكس ريك (الإنجليزية) (registration required)
- أناويل نغاميسينغو على موقع اللجنة الأولمبية الدولية (الإنجليزية)
- أناويل نغاميسينغو على موقع أوليمبيديا (الإنجليزية)